# نواف العريفي
نواف عبد العزيز العريفي لاعب كرة قدم سعودي يلعب كظهير أيسر.

## مسيرة اللاعب
لعب في نادي الهلال في الفئات السنية و لعب بعدها مع نادي الطائي ونادي جدة.